# Wilhelm Hyacinth (Nassau-Siegen)

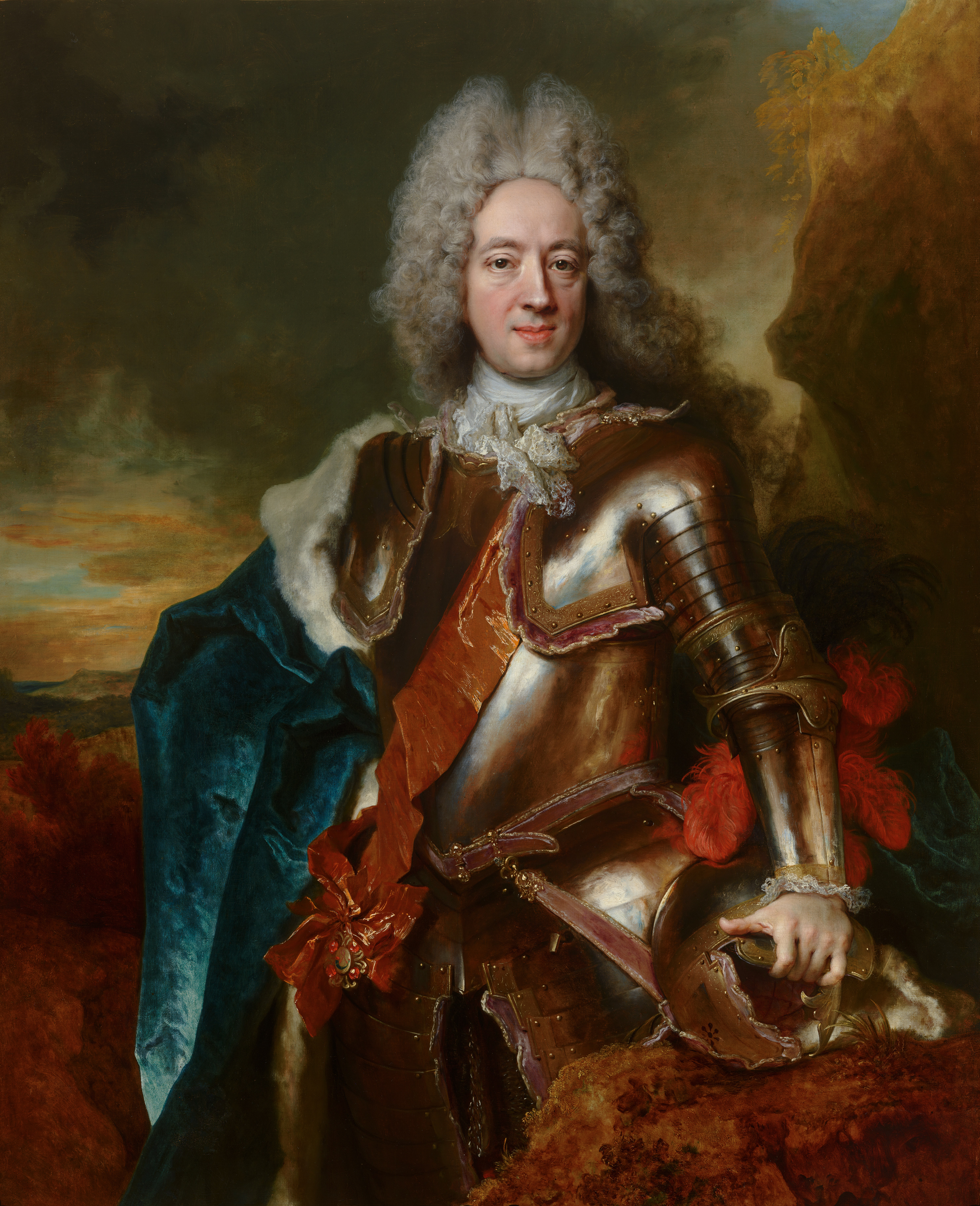
Wilhelm Hyacinth (Nicolas de Largillière)

Wilhelm Hyacinth von Nassau-Siegen (* 7. April 1666 in Brüssel; † 18. Februar 1743 in Hadamar) war von 1699 bis zu seiner Absetzung 1707 Fürst von Nassau-Siegen.
Er führte auch den Titel Prinz von Oranien, um entsprechende Erbansprüche geltend zu machen, die er aber nicht realisieren konnte. Seine kurzzeitige Besitznahme des Fürstentums Orange wurde 1702 von König Ludwig XIV. gewaltsam beendet. Seine Herrschaft in Siegen war von Verschwendung, exorbitanter Besteuerung, Willkür und Grausamkeit geprägt. Nach Volksaufständen und einem Justizmord wurde er 1707 von Kaiser Joseph I. abgesetzt. 1711 erbte er einen Anteil am Fürstentum Nassau-Hadamar; in seinem letzten Lebensjahr wurde er ab Februar 1742 dort Allein-Regent.

## Leben

### Herkunft und Herrschaftsantritt

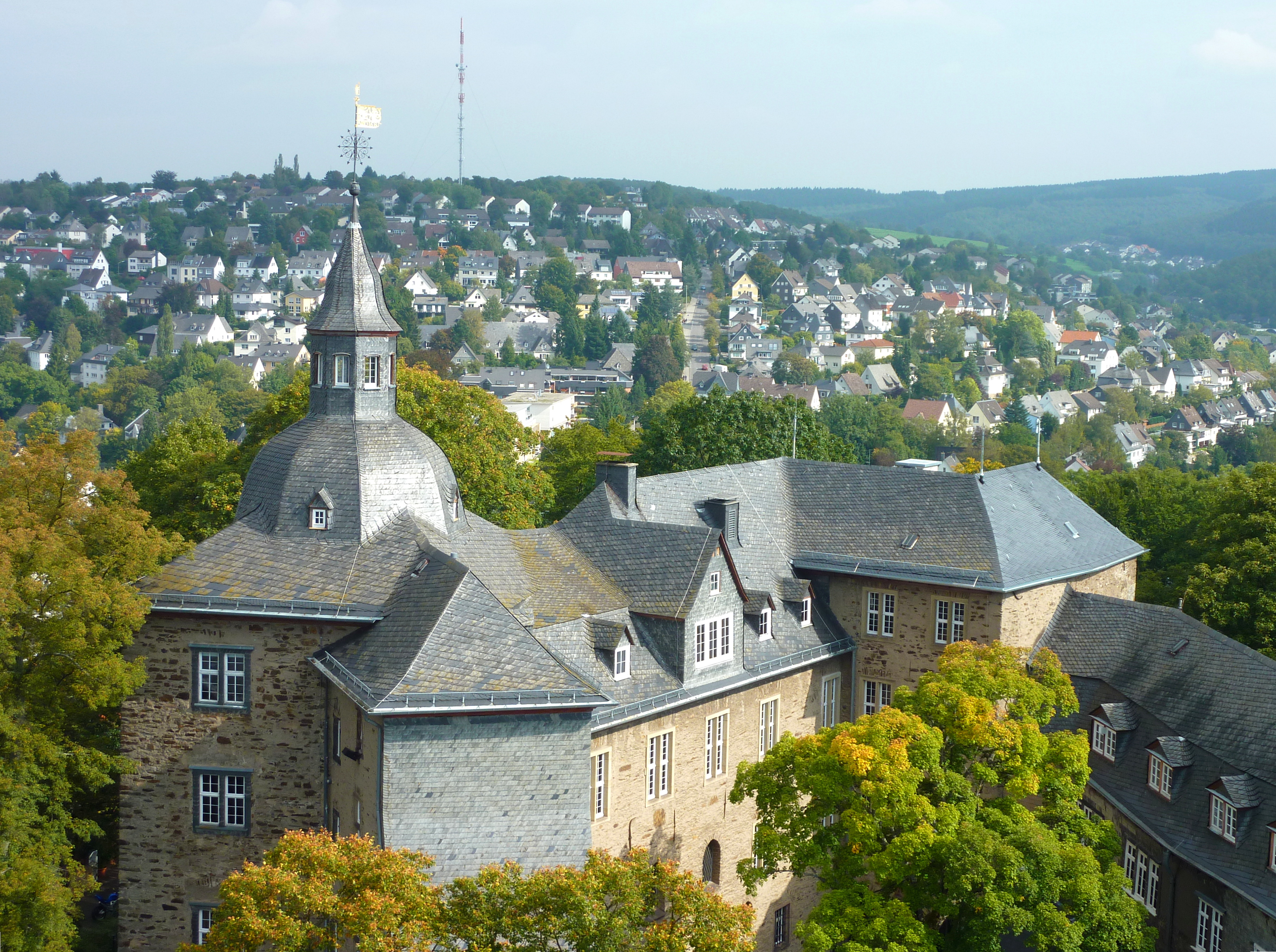
Siegen (Oberes Schloss)

Wilhelm Hyacinth war der einzige Sohn des katholischen Fürsten Johann Franz Desideratus von Nassau-Siegen (1627–1699) und dessen zweiter Ehefrau, Eleonore Sophie von Baden († 1668), Tochter des Markgrafen Hermann Fortunat von Baden-Rodemachern. Der Vater war dreimal verheiratet und hatte 23 Kinder; er lebte hauptsächlich in den spanischen Niederlanden, in Brüssel sowie auf Schloss Ronse. Im Jahr 1695 wurde Brüssel während des Pfälzischen Erbfolgekriegs von den Franzosen beschossen und Wilhelm Hyacinth siedelte in das Obere Schloss nach Siegen über. Der Ort war im gleichen Jahr Opfer eines großen Feuers geworden, bei dem 350 Gebäude niederbrannten, darunter zwei Kirchen und der Nassauer Hof (an dessen Stelle danach das Untere Schloss entstand).
Am 17. Dezember 1699 starb sein Vater in den Niederlanden und Wilhelm Hyacinth wurde Mitherrscher in Nassau-Siegen. Die seit 1648 als Kondominium dreigeteilte Herrschaft gehörte ihm nur zu einem Drittel, während zwei Drittel dem reformierten Neffen Friedrich Wilhelm I. Adolf gehörten. Dieser war erst 11 Jahre alt und hatte schon jahrelang unter der Regentschaft von Wilhelm Hyacinths Vater gestanden; Wilhelm Hyacinth setzte die Regentschaft nun zunächst fort, wobei es zu erheblichen Spannungen mit der Mutter des jüngen Fürsten, Ernestine Charlotte von Nassau-Dillenburg, und später mit diesem selbst kam.

### Hoffnung auf die oranische Erbschaft

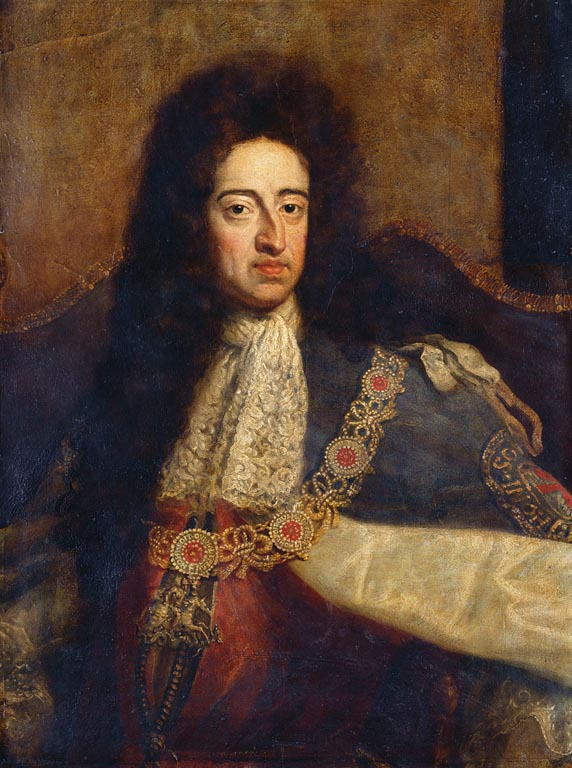
Wilhelm III. von Oranien

Bereits als Erbprinz hatte Wilhelm Hyacinth, wohl auch im Vertrauen auf die ihm zufallende Erbschaft, eine verschwenderische Hofhaltung betrieben. Seine Hoffnung hatte sich dabei nicht so sehr auf das väterliche Erbe, ein bescheidenes Drittel des Fürstentums Nassau-Siegen sowie den flämischen Besitz, gerichtet. Der damals letzte Vertreter der Linie Nassau-Oranien, Statthalter der Vereinigten Niederlande und zugleich englische und schottische König Wilhelm III. von Oranien war kinderlos geblieben. Als Nachfolgerin in England stand seine Schwägerin, die spätere Queen Anne, fest. Aber er hatte umfangreiche Besitzungen in den Niederlanden, in Südfrankreich (Orange/Oranien) und in Deutschland. Auf dieses erhebliche Erbe hoffte Wilhelm Hyacinth, der unter den verbliebenen deutschen Linien des Hauses Nassau sich eine gewisse Seniorität zumaß. Wilhelm III. setzte jedoch den reformierten Johann Wilhelm Friso von Nassau-Dietz aus der benachbarten Linie der Fürsten von Nassau-Dietz und Erbstatthalter in Friesland als seinen Universalerben ein.
Auch sein väterliches Erbe sollte Wilhelm Hyacinth nicht ungeschmälert zufallen. Sein Vater hatte in dritter Ehe Isabella Clara Eugenia de la Serre geheiratet und ihr sowie ihren Kindern ein großzügiges Vermächtnis (1100 Taler p. a. für sie, je 500 Taler für die drei Söhne und je 200 Taler für seine fünf Töchter) hinterlassen. Wilhelm Hyacinth klagte vor dem Reichskammergericht gegen dieses Vermächtnis und unterlag dort 1702.
Im gleichen Jahr starb König Wilhelm III. im Londoner Kensington Palace. Daraufhin reiste Wilhelm Hyacinth nach Paris, um sich die Unterstützung Frankreichs hinsichtlich seiner Erbansprüche zu sichern. Solche machten weiterhin Johann Wilhelm Friso von Nassau-Dietz aufgrund des Testaments Wilhelms III. sowie König Friedrich I. in Preußen als nächster Verwandter des verstorbenen Königs geltend. Wilhelm Hyacinth setzte seine Hoffnung darauf, dass König Ludwig XIV., nach langjährigen Kriegen gegen England und Holland, den zu erwartenden Statthalter der Niederlande, Johann Wilhelm Friso, nicht unterstützen werde, sondern ihn als Katholiken und potentiellen Verbündeten. Doch schätzte der König ihn politisch und militärisch als zu schwach ein, um als Verbündeter zu taugen; außerdem wollte er das südfranzösische Fürstentum Orange selbst einkassieren. In Verkennung dessen reiste Wilhelm Hyacinth weiter nach Orange und verkündete dort seine Inbesitznahme. Ludwig XIV. erklärte daraufhin den Bourbonen-Prinzen Condé, dessen deutsche Frau mit den Oraniern weitläufig verwandt war, zum rechtmäßigen Erben des Fürstentums Orange und besetzte es militärisch. Condé überschrieb das Fürstentum wiederum der Krone Frankreichs. Mit dem Frieden von Utrecht 1713 wurde die Herrschaft Frankreichs dort endgültig festgelegt. Wilhelm Hyacinth führte nun aber zur Betonung seiner Erbansprüche weiter den „Prätentionstitel“ Prinz von Oranien. Die Hofhaltung, mit der er seinen Anspruch auf die oranische Erbschaft unterstreichen wollte, die Reisen und Geschenke kosteten weit mehr, als die Einnahmen aus dem Fürstentum Nassau-Siegen erbrachten. Er verschuldete sich daher bei den Frankfurter Bankiers De Rhön und Schonemann gegen die Verpfändung der Dörfer Wilnsdorf und Wilgersdorf mit 20.000 Talern und erhöhte die Steuern im ganzen Land. Eine weitere Einnahmequelle (die seinen Ruf im Lande weiter zerstörte) waren Strafgelder in unerhörter Höhe.

### Despotischer Absolutismus

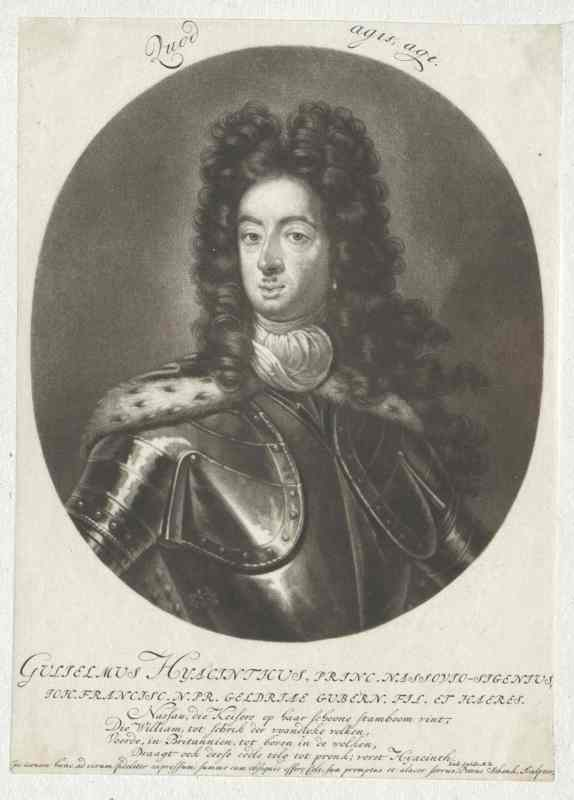
Wilhelm Hyacinth

Als bloßer Mitherrscher eines winzigen Territoriums versuchte er, einen despotischen Absolutismus zu verwirklichen und war damit zum Scheitern verurteilt. Sein Jähzorn und Ehrgeiz waren auch in der eigenen Familie gefürchtet. In seiner Exzentrik wies er Ähnlichkeiten mit seinem zwielichtigen Urgroßvater Eduard Fortunat von Baden auf. 1706 leistete er sich in Aachen einen Gewaltexzess gegen den Kutscher des Marquis de Merode-Westerlo. Als sein Cousin (und Mit-Regent), der protestantische Fürst Friedrich Wilhelm I. Adolf von Nassau-Siegen sein Missfallen erregte, ließ Wilhelm Hyacinth die Kanonen seines Oberen Schlosses auf den Sitz seines Cousins im Unteren Schloss richten, um seine Macht zu demonstrieren. Zwischen den beiden regierenden Fürsten kam es zu ständigen Querelen. Unter anderem ließ Wilhelm Hyacinth eine Mauer mit bewachtem Tor mitten in der Stadt errichten, um seinen Teil abzutrennen. Auf der den Hasengarten abschließenden Mauer erbaute er einen abgeflachten Turm, auf dem eine Marienstatue stand, weshalb sie im Volksmund „die platte Merge“ genannt wurde. Der Turm war mit zwei Kanonen ausgestattet, die auf das Untere Schloss gerichtet waren. Friedrich Wilhelm trug seine Klage in der Ständeversammlung des Niederrheinisch-Westfälischen Reichskreises vor. Als Wilhelm Hyacinth 1705 am Wiener Hof um Unterstützung seiner Erbansprüche warb, besetzten von seinem Vetter herbeigerufene preußische und nassauische Truppen Siegen. Das Volk nutzte die Unterstützung zum Aufstand und plünderte und entwaffnete das Obere Schloss.
Die Reihe der Klagen über das Verhalten des Fürsten riss nicht ab. Am 15. Juli 1706 wurde Siegen erneut, diesmal im Auftrag des Reichshofrats, bei dem die Bürger der katholischen Stadthälfte Beschwerde geführt hatten, durch Truppen aus Pfalz-Neuburg und Preußen besetzt. Wilhelm Hyacinth flüchtete zu seinem Neffen (Sohn seiner Schwester) Franz Alexander nach Hadamar. Der Kanzler Wilhelm Hyacinths, de Colomba, der an der Gewaltherrschaft wesentlichen Anteil hatte, wurde verhaftet und später (mit Urteil vom 20. Dezember 1710) lebenslang aus dem Reich verbannt. Wilhelm Hyacinth erließ am 8. November 1706 ein Edikt, wonach jedem ausreichend vermögenden Bürger, der die exorbitanten Steuern nicht zahlen wollte, der Kopf abzuschlagen sei. Die Aufstände gegen seine Herrschaft gingen weiter. Am 29. März 1707 ließ Wilhelm Hyacinth einen mutmaßlichen Anführer der Aufständischen, Friedrich Flender von der Hardt ohne jegliche Verhandlung enthaupten.

### Absetzung
Am 20. April 1707 erschienen Vertreter des Kölner Domkapitels mit einem bewaffneten Aufgebot in Siegen und besetzten die Obere Burg. Wilhelm Hyacinth floh kopfüber zuerst nach Burbach, dann über Hadamar nach Limburg an der Lahn. Dort lud er Wilhelm II. von Nassau-Dillenburg und Franz Alexander von Nassau-Hadamar ein und wies sie darauf hin, was es bedeuten könnte, wenn ein nassauisches Gebiet unter die ständige Verwaltung des Kurfürstentums Köln käme. Der Zusammenhalt innerhalb des Hauses Nassau war so groß, dass die Angehörigen selbst einem so unfähigen Mann wie Wilhelm Hyacinth ihre Unterstützung zusagten, seine Regierungsgewalt zurückzuerlangen. Der Mord an Flender wurde aber nun von dem jungen Kaiser Joseph I. zum Anlass genommen, Wilhelm Hyacinth von der Mitregierung des Reichsterritoriums Nassau-Siegen abzusetzen. Es wurden zunächst zwei Kaiserliche Räte als Verwalter für das Fürstentum eingesetzt und die Herrschaft über den reformierten Landesteil am 29. März 1707 an Friedrich Wilhelm Adolf übergeben, die über den katholischen an das Kölner Domkapitel. 
Wilhelm Hyacinth erhielt ein jährliches Deputat von 4000 Talern aus den Erträgen seines Teils der Grafschaft. Der Rest wurde für die Ansprüche der Stiefmutter und Halbgeschwister, der Gläubiger und als Ehrenschuld gegen die Familie des Friedrich Flender verwendet. Wilhelm Hyacinth reiste zum Reichstag nach Regensburg und blieb dort anderthalb Jahre. Weder seine Proteste dort noch eine Beschwerde an den Kaiser hatten Erfolg; er wurde nicht wieder in die Landesherrschaft eingesetzt. Dann versuchte er, seinen Landesteil zu verkaufen. Er bot ihn erst Friedrich I. von Preußen an, dem aber klar war, dass ein Verkauf wegen Verstoßes gegen die Nassauischen Hausgesetze gar nicht zulässig wäre. Er bot ihn dann dem protestantischen Vetter und Mitregenten Friedrich Wilhelm Adolf an, der aber abwinkte, da jeder absehen konnte, dass die katholische Linie Nassau-Siegen früher oder später ohne männliche Erben aussterben würde und dieser Teil des Landes ohnehin an die protestantischen Verwandten fallen würde, denn die beiden Söhne Wilhelm Hyacinths waren im Kindesalter gestorben und weitere kaum zu erwarten. Im Oktober 1712 einigten sich Wilhelm Hyacinth und Friedrich Wilhelm Adolf: Letzterer pachtete den katholischen Teil für eine jährliche Rente von 12.000 Reichstalern. Es war sogar beabsichtigt, Maria Anna Josepha, die minderjährige Tochter von Wilhelm Hyacinth, mit dem noch jüngeren reformierten Erbprinzen Friedrich Wilhelm zu verheiraten. All dies geschah nicht zuletzt, um die lästige ausländische Regierung loszuwerden. So übernahm schließlich Friedrich Wilhelm Adolf am 29. März 1707 die alleinige Herrschaft über das Fürstentum. 1713 wurde Wilhelm Hyacinth der Gebrauch des Titels Graf von Chalon, der ein Bestandteil der Titulatur der oranischen Fürsten war, von Frankreich untersagt, weil er wegen Orange keine Ruhe gab.

### Miterbschaft in Hadamar und weiteres Leben

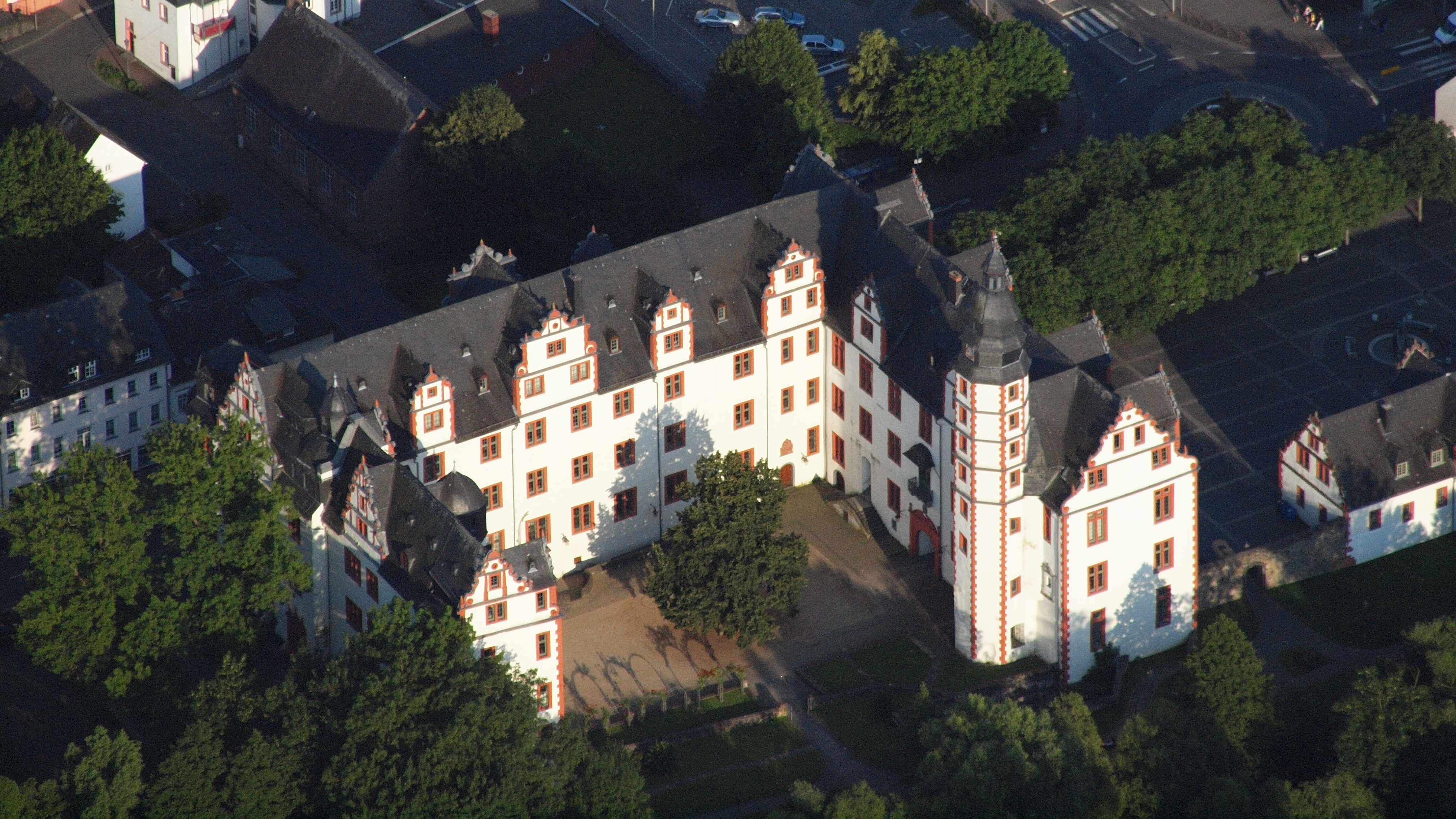
Schloss Hadamar

Als der Neffe Franz Alexander von Nassau-Hadamar 1711 überraschend nach einem Sturz vom Pferd starb, wurde Wilhelm Hyacinth einer von mehreren Miterben von dessen Fürstentum Nassau-Hadamar. Nach anfänglicher gemeinsamer Verwaltung durch mehrere Linien des Hauses Nassau wurde der Besitz am 20. November durch Los geteilt: Nassau-Siegen (katholisch) – also Wilhelm Hyacinth – und Nassau-Siegen (reformiert) – also Friedrich Wilhelm Adolf – erhielten je ein Sechstel, Nassau-Dillenburg und Nassau-Diez je ein Drittel. Erst 1728 genehmigte der Kaiser die Teilung. Die Stimme im Reichstag für Hadamar ging dem Haus Nassau aber verloren. Die Teilung wurde mehrfach verändert und blieb nicht unumstritten. Auslöser waren unter anderem das Aussterben der Linien Nassau-Siegen (reformiert) 1734 und Nassau-Dillenburg 1739. 
Ebenfalls 1711 ist sein erfolgreicher Rivale um die oranische Erbschaft, Johann Wilhelm Friso von Nassau-Dietz, 23-jährig ertrunken und hinterließ nur eine Tochter. Doch sieben Wochen später gebar die Witwe einen Sohn, Wilhelm IV. von Oranien. Die in Frankreich lebende Liselotte von der Pfalz, Herzogin von Orléans, kommentierte: „Wer einmahl unglücklich geboren ist, wirdt selten glücklich...“ Wilhelm Hyacinth nahm nun seine rastlosen Bemühungen wieder auf. Er reiste viel herum und bezog Einnahmen aus Siegen und Hadamar. 
Als der junge protestantische Regent Friedrich Wilhelm II. von Nassau-Siegen 1734 starb, weilte Wilhelm Hyazinth in Spanien, um König Philipp V. seine oranischen Erbansprüche vorzutragen. Rasch ließen die beiden protestantischen Nassauer Fürsten, der inzwischen herangewachsene Wilhelm IV. von Oranien und Christian von Nassau-Dillenburg, die Stadt Siegen und das Untere Schloss von ihren Soldaten besetzen, um eine Übernahme durch Wilhelm Hyazinth zu verhindern. Um diese Besatzung zu vertreiben, berief Kurfürst Clemens August von Köln in seinen an das Siegerland angrenzenden Ländern den Landesausschuss ein. Am 20. August 1735 überschritten Kölner Bauern die Grenzen des Fürstentums Nassau-Siegen und plünderten „was ihnen forkam“. Am 23. August wurden sie in das (katholische) Obere Schloss aufgenommen und zogen mit zwei- bis dreitausend Mann zum (reformierten) Unteren Schloss. Aber die Heere von Nassau-Dillenburg und Nassau-Diez, vereint mit den Bürgern von Siegen, trieben die Kölner Truppen in die Flucht. So fiel der reformierte Teil des Siegerlandes unter die Herrschaft von Nassau-Dillenburg und Nassau-Diez, der katholische Teil kam wieder unter Reichsverwaltung. 1739 starb der Dillenburger kinderlos und Wilhelm IV. von Oranien, Fürst von Nassau-Dietz, trat dessen Erbe in Dillenburg und im reformierten Teil Siegens an. Ihm übertrug Kaiser Karl VI. die alleinige Regierungsgewalt. 
Ab dem 19. Februar 1742 war Fürst Wilhelm Hyazinth endlich im Alleinbesitz des gesamten Fürstentums Nassau-Hadamar. Er residierte im Schloss Hadamar, wo er aber bereits ein Jahr später, im Februar 1743 starb. Da er keine männlichen Erben hinterließ und auch die anderen ottonischen Linien des Hauses Nassau, einschließlich des reformierten Siegener Zweiges, inzwischen im Mannesstamm erloschen waren, fiel sein Erbe an Wilhelm IV. von Oranien. Dieser hielt nun in seiner Hand nicht nur die oranische Erbschaft, die Wilhelm Hyacinth sein Leben lang beansprucht hatte, sondern zuletzt auch dessen Besitz in Siegen und Hadamar.

## Familie

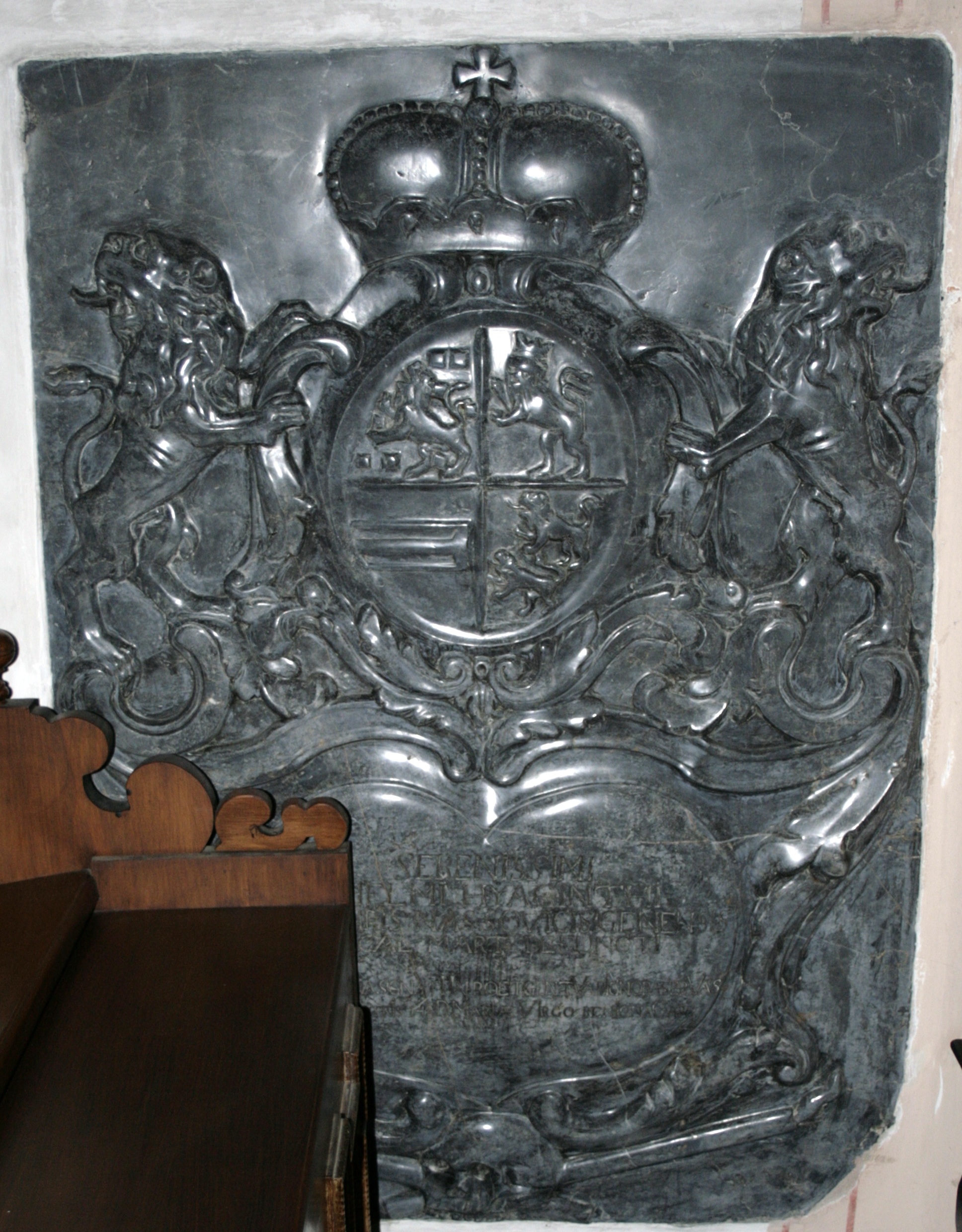
Herz-Epitaph von Wilhelm Hyacinth in der Herzenbergkapelle in Hadamar

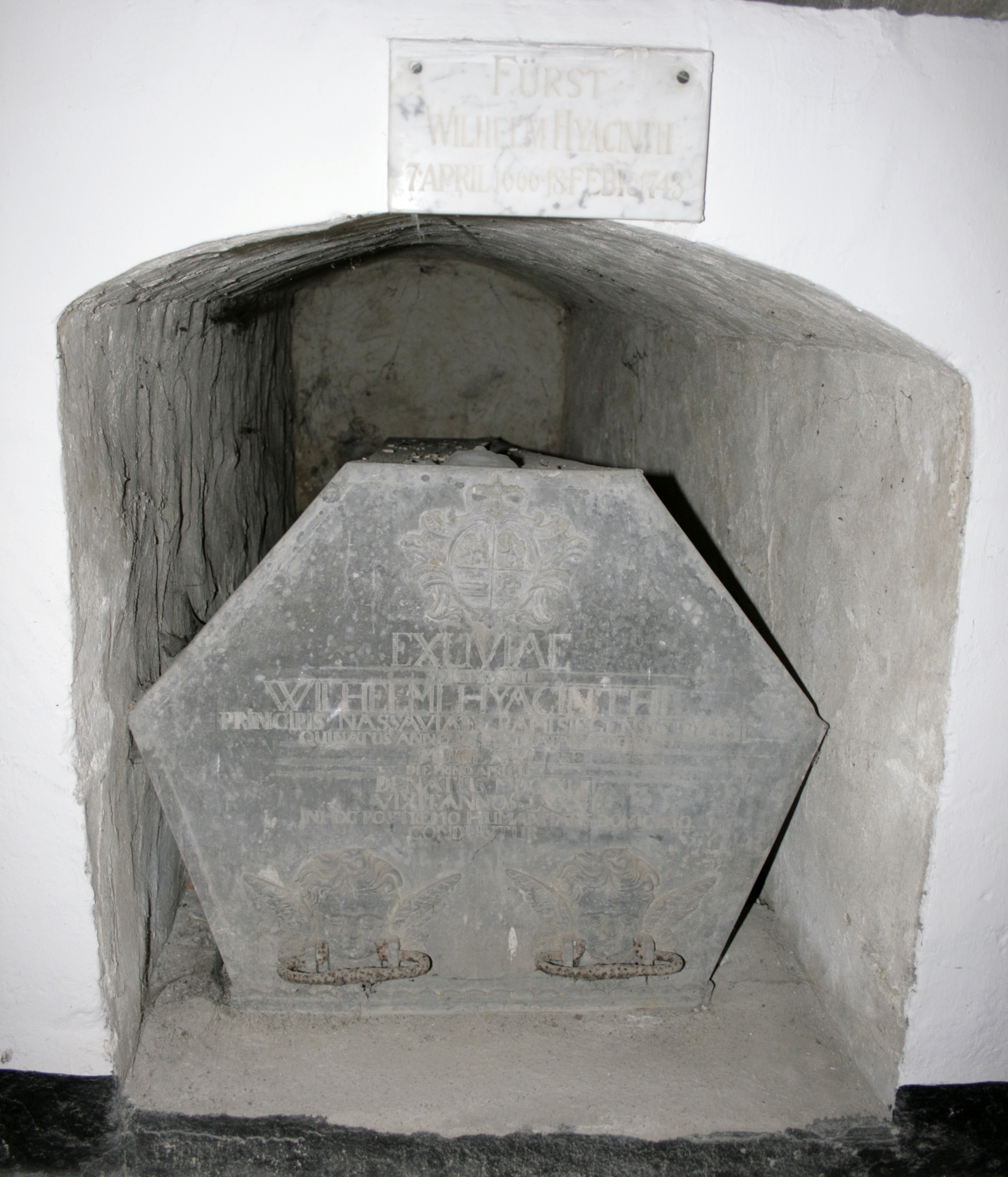
Sarg von Wilhelm Hyacinth in der Fürstengruft in Hadamar

Wilhelm Hyacinth war insgesamt dreimal verheiratet. Seine erste Frau war Maria Franziska von Fürstenberg-Heiligenberg, Tochter von Fürst Hermann Egon, welche er am 9. April 1687 in Lüttich heiratete. Sie verstarb am 7. Juni 1691. Mit ihr hatte er drei Kinder:
- Josef Hyacinth Prinz von Nassau-Siegen (1688–1688)
- Franz Josef Prinz von Nassau-Siegen (1689–1703)
- N.N. Prinzessin von Nassau-Siegen (1691–1692)

Zweite Ehefrau war Maria Anna von Hohenlohe-Waldenburg-Schillingsfürst (1678–1739), Tochter von Graf Ludwig Gustav, welche er am 22. Mai 1698 in Frankfurt am Main ehelichte. Mit ihr hatte er eine Tochter:
- Maria Anna Josefa Prinzessin von Nassau-Siegen (1704–1723)

Einzig seine dritte Frau Maria Eva Sophia von Starhemberg, welche er am 28. Juli 1740 in Wien zur Frau nahm, überlebte ihn. Zum Zeitpunkt der Hochzeit war Wilhelm Hyacinth bereits 74, die Braut 17 Jahre alt. Aus dieser Ehe gingen keine Kinder hervor. Nach seinem Tod 1743 ging sie 1745 eine zweite Ehe mit Ernst Konstantin, Landgraf von Hessen-Rotenburg, ein, mit dem sie Kinder hatte. Sie verstarb 1773.